# Gualter IV de Brienne
Gualter IV de Brienne (1205 — † 1246), dit el Gran, fou el comte de Brienne del 1205 al 1246 i comte de Jaffa del 1221 al 1246. Era fill de Gualter III de Brienne pretendent al tron de Sicília i d'Elvira de Lecce. És famós per la seva valentia quan Jaffa fou assetjada i ell estava sota tortura.

## Biografia
De jove fou enviat a Terra Santa a casa del seu oncle Joan de Brienne, que era el rei de Jerusalem. El 1221 Joan li donà el Comtat de Jaffa i Ascaló i li concertà matrimoni amb Maria de Lusignan, filla d'Hug I de Xipre, que s'efectuà el 1233.
Gualter defensà els seus territoris durant força temps i no deixà passar cap oportunitat sense atacar els sarraïns. Una vegada capturà una caravana de mercaders que portaven seda, teles i guarniments d'or; després compartí el botí entre els seus homes, perquè la generositat i el seu coratge eren els seus distintius. Tot això feu que, malgrat que el seu oncle abandonés el tron forçat per l'emperador Frederic II, ell continués sent un dels cavallers de més prestigi dins el reialme. També tenia fama de ser molt pietós, cada vespre es tancava a la seva capella per resar.
El 1244, els corasmins, comandats per Barbakan, plantaren setge a Jerusalem i l'arrasaren. Davant la urgència de la situació, els croats demanaren al soldà de Damasc i Homs que els ajudés. Les forces musulmanes de Síria, comandades per Al-Mansur ibn al-Mujàhid príncep d'Homs, s'uniren als cavallers de les ordes militars cristianes en resposta a la crida feta pel patriarca Robert de Nantes. Desoint el consell del príncep d'Homs d'esperar més reforços, el patriarca donà ordre d'atacar, ja que Gualter insistia en la importància d'atacar de seguida.
L'exèrcit quedà dividit en tres seccions: 
- Armand de Périgord, gran mestre templer, comandant els seus cavallers i els barons de Terra Santa situats al centre.
- Els musulmans sota les ordres del príncep d'Homs situats a l'ala dreta.
- Els cavallers de Sant Joan situats a l'ala esquerra, comandats per Gualter de Brienne.

Gualter havia estat excomunicat pel patriarca perquè no li havia volgut donar la raó sobre una qüestió relacionada amb Jaffa. Gualter li demanà que la retirés i com que el patriarca s'hi va negar, ell renuncià a entrar en batalla. Veient que la intransigència del patriarca posava en perill el reialme, el bisbe de Ramla li donà l'absolució amb aquestes paraules: «Que no us amoïni la consciència perquè el patriarca no us vol absoldre; car ell va errat i vós teniu raó; i jo us absolc en nom del Pare i del Fill i de l'Esperit Sant. Aneu-hi!».
La batalla es lliurà el 18 d'octubre del 1244 i durà dos dies a La Forbie. Els aliats musulmans, després d'haver perdut més de deu mil cavallers, abandonaren. Més de trenta mil soldats moriren o foren capturats durant aquella batalla.
Gualter, ferit, fou un dels captius. El 1245 les tropes dels corasmins s'adreçaren a Jaffa i, per tal de forçar la rendició, Barbakan mostrà el comte davant les muralles clavat a una creu mentre anunciava que no el desclavaria fins que no obrissin les portes. Però Gualter exhortà els de la guarnició a defensar la ciutat així com ell compliria el seu deure morint per Jesucrist. La ciutat resistí. Més endavant quan els corasmins foren derrotats a Homs pels mamelucs, Barbakan lliurà Gualter al soldà d'Egipte juntament amb altres captius.
Mentre estava al Caire, passat un temps, un emir li oferí jugar una partida d'escacs i, havent perdut, li donà una galtada. Mancat d'armes per venjar-se, Gauter el copejà amb el tauler i el matà. Llavors fou reduït per la guàrdia que el mataren escanyant-lo.
El rei Lluís IX de França volia que les restes de Gualter li fossin lliurades per donar-les-hi sepultura cristiana. Joan de Valenciennes obtiguè del soldà d'Egipte els ossos de Gualter i els portà a Acre.

## Matrimoni i descendència
Es casà el 1233 amb Maria de Lusignan, filla d'Hug I de Xipre i Alícia de Xampanya-Jerusalem, amb la qual tingué 3 fills:
- Joan de Brienne (1234 † 1261), comte de Jaffa
- Hug de Brienne (1240 † 1296), comte de Brienne i Lecce
- Amaury de Brienne († vers 1261)